# Stiff Upper Lip Live
Stiff Upper Lip Live è il video pubblicato nel 2001, registrato il 14 giugno 2001 durante lo Stiff Upper Lip Tour all'Olympiastadion di Monaco, Germania.

## Tracce
1. Stiff Upper Lip  (A. Young, M. Young)
2. You Shook Me All Night Long  (A. Young, M. Young, B. Johnson)
3. Problem Child  (A. Young, M. Young, B. Scott)
4. Thunderstruck  (A. Young, M. Young)
5. Hell Ain't a Bad Place to Be  (A. Young, M. Young, B. Scott)
6. Hard as a Rock  (A. Young, M. Young)
7. Shoot to Thrill  (A. Young, M. Young, B. Johnson)
8. Rock and Roll Ain't Noise Pollution  (A. Young, M. Young, B. Johnson)
9. What Do You Do for Money Honey  (A. Young, M. Young, B. Johnson)
10. Bad Boy Boogie  (A. Young, M. Young, B. Scott)
11. Hells Bells  (A. Young, M. Young, B. Johnson)
12. Up to My Neck in You  (A. Young, M. Young, B. Scott)
13. The Jack  (A. Young, M. Young, B. Scott)
14. Back in Black  (A. Young, M. Young, B. Johnson)
15. Dirty Deeds Done Dirt Cheap  (A. Young, M. Young, B. Scott)
16. Highway to Hell  (A. Young, M. Young, B. Scott)
17. Whole Lotta Rosie  (A. Young, M. Young, B. Scott)
18. Let There Be Rock  (A. Young, M. Young, B. Scott)
19. T.N.T.  (A. Young, M. Young, B. Scott)
20. For Those About to Rock (We Salute You)  (A. Young, M. Young, B. Johnson)
21. Shot Down in Flames  (A. Young, M. Young, B. Scott)

## Formazione
- Brian Johnson - voce solista
- Angus Young - chitarra solista
- Malcolm Young - chitarra ritmica, coro
- Cliff Williams - basso, coro
- Phil Rudd - batteria